# Münter-Haus

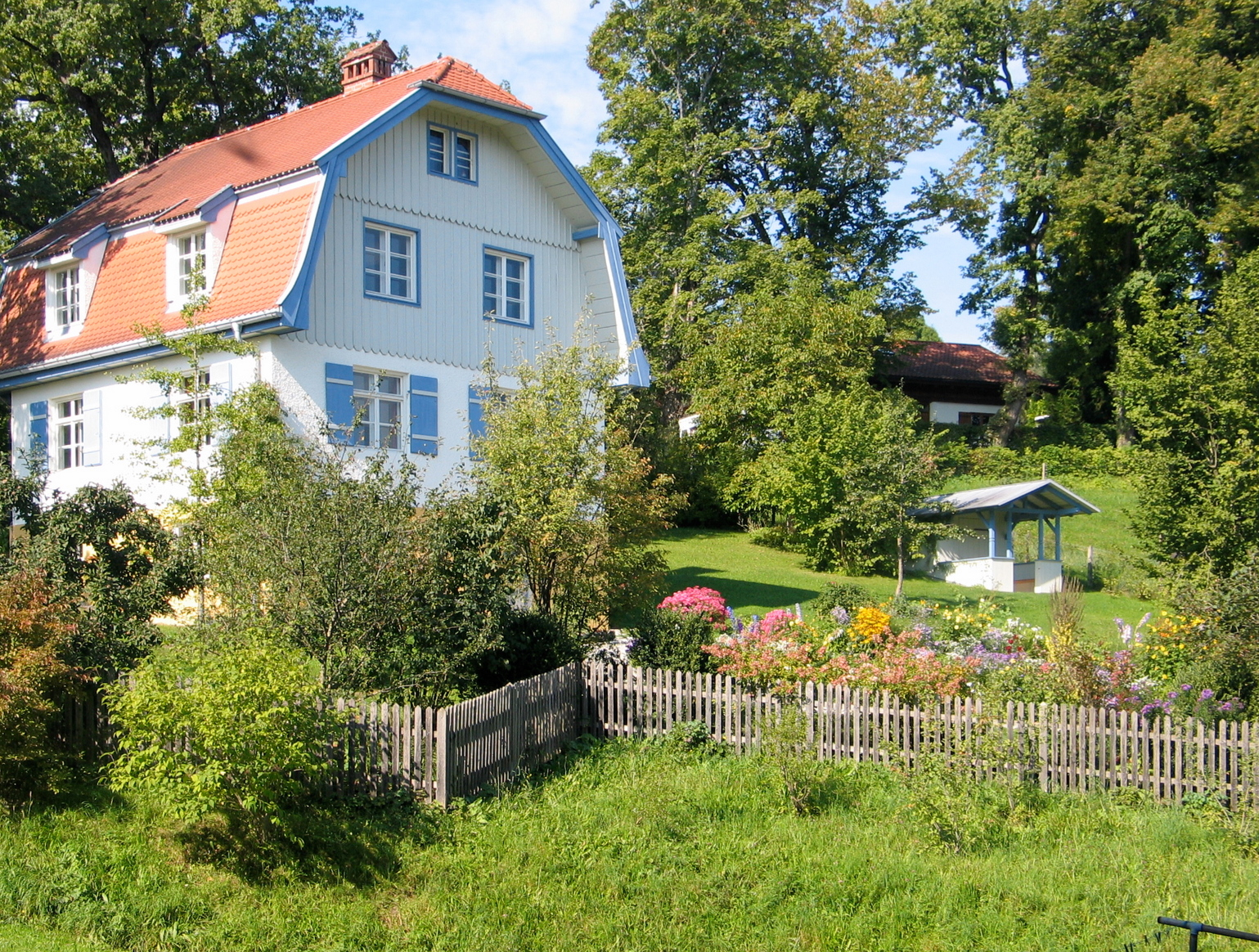
Münter-Haus in Murnau

Das Münter-Haus in Murnau am Staffelsee war von 1909 bis 1914 (mit Wassily Kandinsky) und ab 1931 (mit Johannes Eichner) bis zu ihrem Tode das Zuhause der Künstlerin Gabriele Münter (1877–1962). Bei den Murnauern wurde das Haus aufgrund Kandinskys russischer Herkunft auch „Russenhaus“ genannt. Heute ist es eine Erinnerungsstätte und ein Museum, das von der Gabriele-Münter- und Johannes-Eichner-Stiftung betreut wird.

## Geschichte

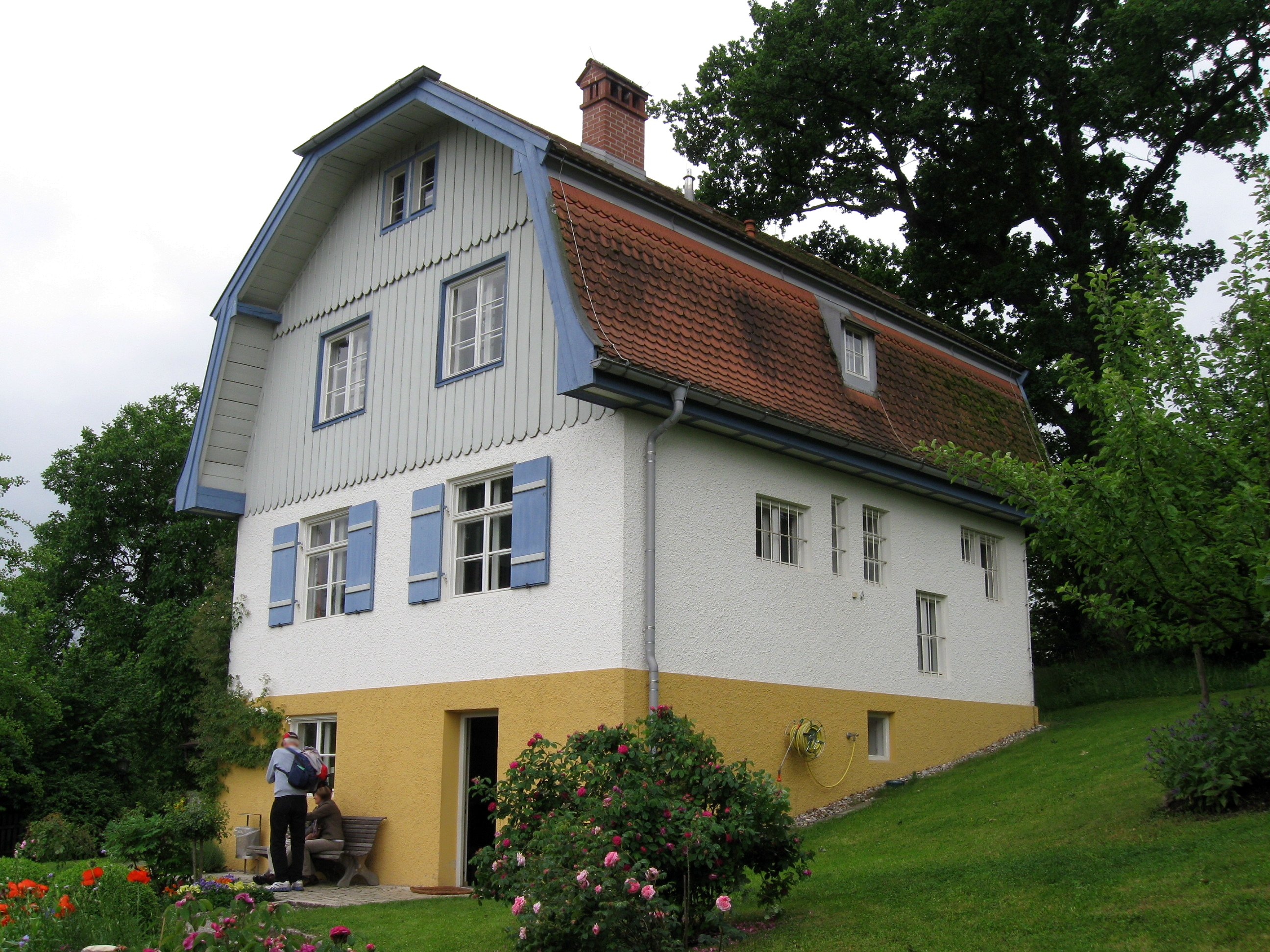
Münter-Haus

### 1908 bis 1914
Der Maurer Xaver Streidl ließ das spätere Münter-Haus von 1908 bis 1909 vom Architekten Ernst Hegemann außerhalb Murnaus (heute im Stadtgebiet Murnau) erbauen. Vorbild für das dreigeschossige Haus mit Mansardenwalmdach waren altbayerische Gebirgshäuser. Das Haus in der Kottmüllerallee 6 liegt an einem Hang gegenüber dem Murnauer Ortskern und war das erste Gebäude, das jenseits der Bahngleise gebaut wurde.
Gabriele Münter und Wassily Kandinsky wohnten ab Juli 1909 zunächst zur Miete in dem Haus. Am 21. August 1909 wurde das Haus auf den Namen Münters ins Grundbuch eingetragen. Münter und Kandinsky lebten bis zum Ausbruch des Ersten Weltkriegs 1914 gemeinsam dort – wenn sie nicht gerade auf Reisen waren oder sich in München aufhielten. Damals kamen oft Malerfreunde, Sammler oder Kritiker zu Besuch nach Murnau, wie Franz Marc, Alexej von Jawlensky, Marianne von Werefkin, August Macke, Heinrich Campendonk, Paul Klee oder der Komponist Arnold Schönberg. So entstanden hier Ideen und wichtige Kunstwerke, die heute als Kunst des „Blauen Reiter“ berühmt sind.
Wichtig für Kandinskys und Münters damaliges künstlerisches Schaffen war auch die regionaltypische Hinterglasmalerei, wie sie zu jener Zeit vom Murnauer Hinterglasmaler Heinrich Rambold (1872–1953) angefertigt wurde. So finden sich im Münter-Haus wichtige Einflüsse bayerischer Volkskunst, wie die von Kandinsky bemalten Möbel oder die bemalte Treppe zeigen.

### Ende der 1920er Jahre bis 1962

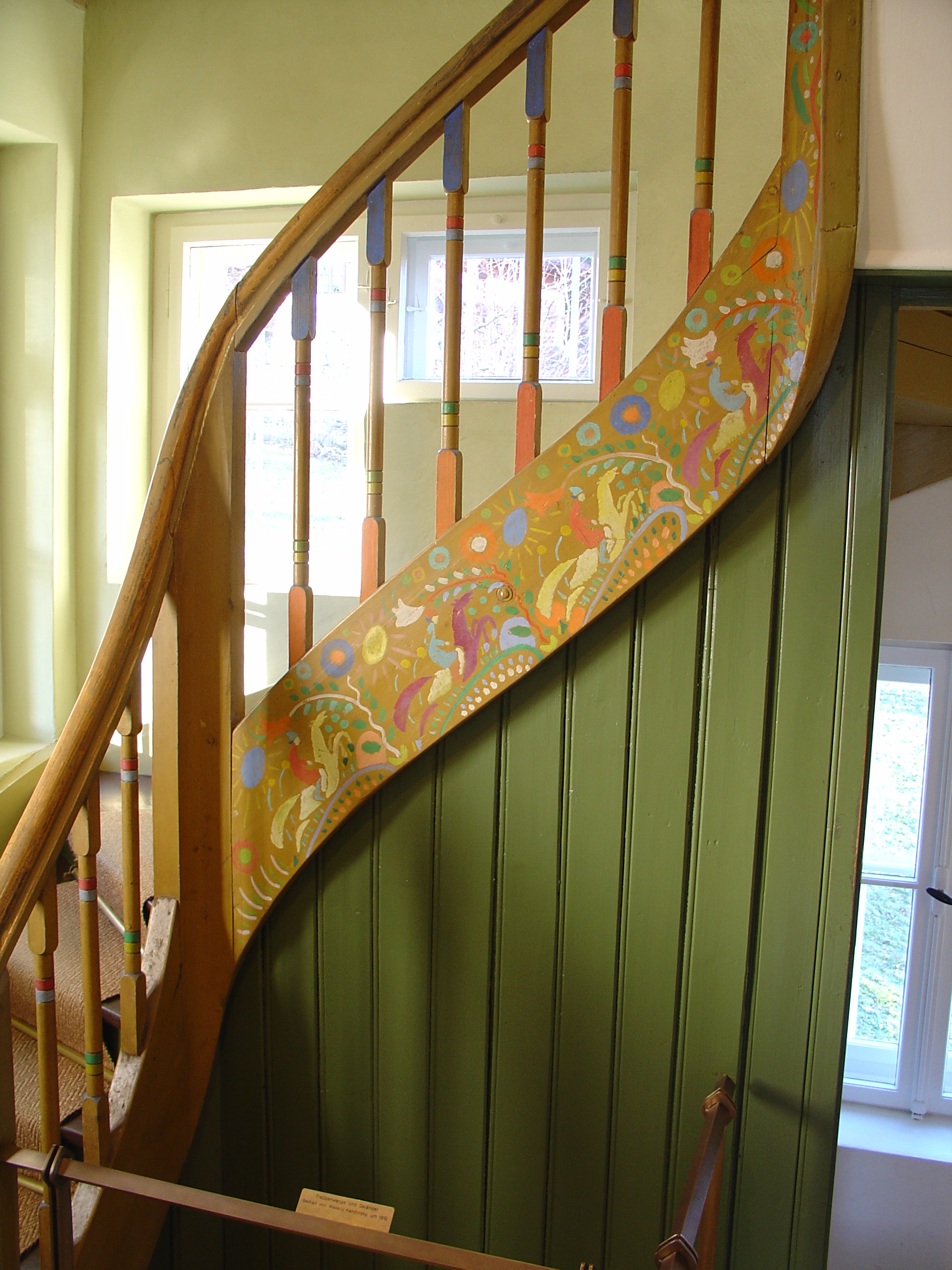
Treppenhaus mit Zeichnungen von Wassily Kandinsky

Ende der 1920er Jahre kehrte Münter wieder nach Murnau in das Münter-Haus zurück. Ab 1931 lebte sie hier mit ihrem Lebensgefährten Johannes Eichner (1886–1958) bis zu ihrem Tod 1962.
Einen großen Teil von Kandinskys Frühwerk rettete Gabriele Münter vor dem Zugriff der Nationalsozialisten, die dies als Entartete Kunst brandmarkten, indem sie während der Zeit des NS-Staats und des Zweiten Weltkriegs Kandinskys Kunstwerke im Keller des Münter-Hauses versteckte.
Zu ihrem 80. Geburtstag schenkte Gabriele Münter 1957 diese Werke Kandinskys der Stadt München, was die Städtische Galerie im Lenbachhaus weltberühmt macht. Bis heute gehört diese Schenkung zum wichtigsten Bestandteil des Lenbachhauses.

### Heute: Erinnerungsstätte & Museum
In den Jahren 1998 und 1999 wurde das Münter-Haus grundlegend und aufwendig saniert. Gabriele Münter wollte, dass das Münter-Haus eine Erinnerungsstätte für ihre Kunst und die Kunst Kandinskys werde, die der Öffentlichkeit zugänglich sein sollte. Hier finden sich heute Bestandteile der Originalausstattung des Münter-Hauses wie Möbel, die von Münter und Kandinsky bemalt wurden, oder Hinterglasbilder, Grafiken oder Gemälde, die von den beiden Künstlern geschaffen wurden. Auch Teile der Volkskunstsammlung beider Künstler sind vorhanden.

## Rezeption
- Ota Filip: Das Russenhaus. Roman um Wassily Kandinsky und Gabriele Münter. LangenMüller, München 2005, ISBN 3-7844-3009-0 (unlektorierte u. unkorrigierte Ausgabe; Digitalisat im Internet Archive)